# Histoire des Juifs à Oran

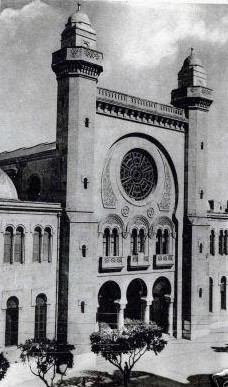
La grande synagogue d'Oran (avant 1918)

L’histoire des Juifs dans la ville d’Oran commence vers l’an mille, lorsque ceux-ci sont autorisés à s’installer dans un quartier appelé dès lors Derb Lihoud (Rue des juifs). 
La communauté s’accroît avec l’arrivée d’émigrants majorquins, en 1391, puis castillans un siècle plus tard. Ces exilés modifient fondamentalement le visage de la communauté et lui impriment un cachet espagnol.
À la suite du décret Crémieux, les Juifs devenus citoyens français forment une communauté beaucoup plus prospère et dynamique. L'indépendance de l'Algérie en 1962 les conduit cependant à abandonner la ville, dont les traces juives sont alors effacées.

## Histoire
Aux XIIIe et XIVe siècles, les Juifs de la Méditerranée occidentale commercent avec les Juifs d'Oran. Après les massacres des Juifs par les Espagnols en 1391, les Juifs d'Espagne prennent le chemin du Maghreb et d'Oran en particulier. Un groupe arrive de Majorque sous la conduite de Rabbi Simon ben Zemah Duran, dont la correspondance indique qu'il y eut fort à faire pour ramener à la loi mosaïque la communauté juive indigène de la ville,,. L'accueil que leur réserve le souverain est fort bienveillant, puisqu'il réduit en leur faveur la capitation de moitié.
Au moment de l'expulsion définitive d'Espagne du 30 mars 1492, de nombreux Juifs partent vers Oran.

### Occupations espagnole et turque
En 1509, lors de la première occupation espagnole, les Juifs d'Oran deviennent très vite les auxiliaires des Espagnols. Souvent ils servent d'interprètes entre Arabes et Espagnols et parfois de soldats. Malgré les services rendus, les Juifs d'Oran n'ont pas la vie facile avec les  Espagnols. Considérés comme des ennemis de la religion, ils sont victimes de persécutions épisodiques de leur part ; armés, ils représentent un danger pour les Espagnols.
Aux yeux des Espagnols et des autorités catholiques d'Oran, les Juifs étaient chargés de tous les péchés, auteurs de toutes les vilenies. Seule l'expulsion les débarrasserait de ces « ennemis ». L'inquisition prend une part active à la décision d'expulsion.
Le gouvernement d'Oran choisit la date du 177e anniversaire de l'expulsion des juifs d'Espagne en 1492 pour faire appliquer le décret d'expulsion d'Oran. Le 31 mars 1669, le gouvernement d'Oran demanda à la troupe d'occuper la place principale. On y donna en grande pompe lecture de l'ordre d'expulsion des Juifs. Le mardi saint 16 avril 1669 au matin, l'expulsion commença par les Cansines. 14 chaloupes chargèrent 466 Juifs à bord d'un bateau génois. Pour fêter l'expulsion de « cette abominable nation », l'artillerie donna du canon. La mer agitée obligea les bateaux à demeurer à l'abri dans le port de Mers El-Kébir où ils mouillèrent jusqu'après Pâques.
Le bateau devait rallier Livourne en Italie. Un an plus tard, le 16 avril 1670 pour fêter religieusement l'expulsion, la synagogue devient l'église du Saint-Christ de la Patience.
En 1708 les Turcs prennent Oran et expulsent les Espagnols. Beaucoup de familles juives reviennent à Oran. La chapelle du Saint-Christ de la Patience redevient synagogue,. Les juges rabbiniques en ce temps-là s'appellent Joseph Chonchana et Isaâc Chouraqui. Mais en 1732, avec le retour des Espagnols, les Juifs d'Oran partent pour Tlemcen.
Après la reprise d'Oran sur les Espagnols, le bey Mohamed el Kebir attire en 1792 des Juifs de Mostaganem, de Nedroma, de Mascara, de Tlemcen, leur vend de vastes terrains le long du rempart de l'est en imposant l'alignement des constructions, et concède un emplacement pour leur cimetière. Ce quartier, situé rive droite de l'oued Rhi, et faisant face à la vieille ville, est longtemps resté le noyau principal de la nouvelle communauté juive oranaise,.

### Occupation française

#### Amélioration du statut social

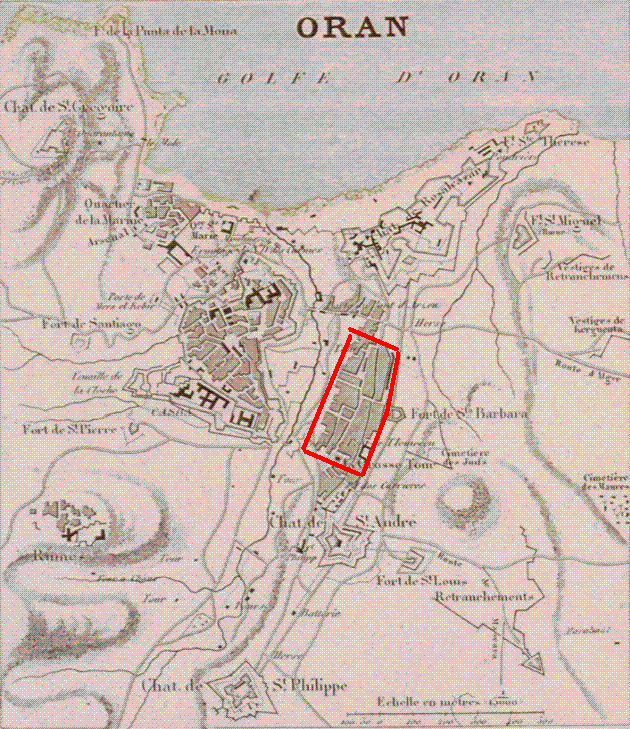
Plan de la ville d'Oran et de ses abords en 1840. Le surlignage en rouge, qui n'est pas d'origine, détermine l'emplacement accordé aux Juifs en 1792 par le bey Mohamed el Kebir.

Au mois de juin 1831 les Français entrent à Oran. Qui compte alors 2.500 Juifs. Ils deviennent aussitôt les auxiliaires de la France.
Très vite certains demandent et obtiennent les « lettres de nationalité ».
Leur promotion se poursuit :
- 1844 - Amram Sananès siège à la chambre de commerce.
- 1847 - Création du consistoire provincial d'Oran, sous l'autorité du consistoire algérien siégeant à Alger. Les premiers membres sont nommés par le ministre de la guerre par l'arrêté du 8 avril 1847. Lazare Cahen, originaire de Lorraine, instituteur de l'école israélite de Nîmes est nommé rabbin du consistoire. Emmanuel Nahon, interprète de première classe à la sous-direction des affaires civiles d'Oran en est le premier Président. Amram Sananès, membre de la chambre de commerce et Abraham el Kanoui, négociant, en sont les deux membres laïques[6].
- 1854 - Haim Bénichou président du Consistoire souhaite une francisation rapide des Juifs.
- 1859 - Des Juifs du Maroc fuyant la guerre hispano-marocaine arrivent à Oran. Ils sont principalement originaires de Tetouan et très vite leur dialecte tetuani devient une langue vernaculaire[7].
- 1862 - La haute surveillance du culte israélite en Algérie incombe au consistoire central israélite de France[8].
- 1867 - Le consistoire provincial d'Oran intègre l'organisation du consistoire des Israélites de France. Les membres sont nommés par l'Empereur sur proposition du ministre des cultes et présentation du consistoire central[9].
- 1870 - 10 avril - Sollicité par le préfet, le consistoire de la province d'Oran, composé de: Joseph Midioni, président; Mahin Charleville, grand rabbin; Messaoud Karoubi, Simon Kanoui, Isaac Bentata, Chaloum Mesguisch et Salomon Kanoui, membres, délibère à l'unanimité pour autoriser le Consistoire Central de France à délier ses coreligionnaires de « l'observation de la loi mosaïque en ce qu'elle a de contraire aux prescriptions... de nos lois civiles et politiques », à l'instar de la déclaration du Grand Sanhédrin en 1807[10].

#### Le décret Crémieux
Le décret-loi du 24 octobre 1870 (« Décret Crémieux ») confère le statut de citoyens français à tous les indigènes israélites d'Algérie auparavant régis par la loi mosaïque. Il va permettre la promotion sociale et économique fulgurante d'une partie de leur communauté. Mais cette mesure est assez vite jugée prématurée par certains hommes politiques qui veulent la réviser.

L'arrivée des Français confère au quartier juif une aura napoléonienne et impériale en renommant les rues : Révolution, Austerlitz, Fleurus, Ratisbonne, Milan, Zurich, Wagram, Suez, Lutzen, etc. Jusque dans les années 1880 le quartier était fait de nombreuses petites maisons à rez-de-chaussée ou d'un seul étage : 

« La partie est de la ville est toute bâtie à la mauresque et contient des maisons dont les plus élevées n'ont qu'un premier étage et beaucoup un rez-de-chaussée seulement. Toutes ces maisons, construites avec des moëllons et du mortier, sont couvertes en terrasse et blanchies à la chaux. Les rues sont droites et assez larges »

— Rozet, 1833,
Andalouses, marocaines ou de type local, elles avaient une cour intérieure abritée du soleil par une vigne vierge. À l'extérieur les murs étaient badigeonnés de bleu de blanc ou de rouge. Une foule colorée active parcourait les rues du quartier. L'on pouvait rencontrer toutes sortes d'artisans armuriers, bijoutiers, bourreliers, chaudronniers, cribleurs, ferblantiers, ouvriers sur bois, selliers, typographes, graveurs... Les femmes étaient couturières tisseuses ou brodeuses sur des étoffes rares et soyeuses. Au début du XXe siècle, afin de loger un plus grand nombre d'habitants des maisons à étages apparurent.

#### Construction de la grande synagogue
En 1879, Simon Kanoui pose la première pierre de la grande synagogue d'Oran, achevée et consacrée l'année suivante (mais inaugurée seulement en 1918). Il semblerait que les pierres de taille qui ornent sa façade à la décoration et au style typiquement orientaux ont été amenées de Jérusalem.
On dénombre à Oran au milieu du XIXe siècle jusqu'à 18 lieux de prière juifs. Les plus notables sont ceux de la place de Naples, la synagogue Zagouri, celle de Haim Taboul rue des pyramides.

#### Antisémitisme politique
1871-1905 : l'"antijudaïsme" devenu antisémitisme se développe à Oran comme dans d'autres villes d'Algérie dès 1871, l'affaire Dreyfus ne faisant qu'accentuer les tensions antérieures. Celles-ci, nées dans le contexte électoral du décret Crémieux, recouvrent en outre tout un ensemble de haines sociales et religieuses. Une violente crise éclate entre 1895 et 1902, le conseil municipal "antijuif" ne disparaissant cependant qu'en 1905. Faute de pouvoir s'entrainer ailleurs, la société de gymnastique « la Concorde » permet aux jeunes gens Juifs de pratiquer la gymnastique, la boxe et l'escrime.
1914-1918 : 4.200 juifs et 24,000 Algériens musulmans de tout le pays meurent sur le front de la guerre franco-allemande.
1918 : inauguration de la grande synagogue d'Oran, la plus belle d'Afrique du Nord.

### L'époque moderne
1900 - 1930 : dans les lettres et les arts : J-S Lévy, mécène, Hamburger et Benoliel artistes peintres, Blanche Bauday, Jules Tordjmann, Sadia Levy (l'un des proches d'Apollinaire). romanciers et poètes. 1941, les jeunes juifs frappés par le numerus clausus imposé par le gouvernement de Vichy, quittent l'école française. André Benichou ouvre sa fameuse école privée, dénommée Cours Descartes, où enseigne Albert Camus.
1942 - 1944 : parmi les enfants raflés à Izieu, les Benguigui et les Benasayag sont nés à Oran.
En 1954, alors qu'Oran franchit le cap de 400 000 habitants, la communauté juive de la ville compte pour 10 % de ce total. C'est la proportion juive la plus importante dans le tissu urbain algérien.
1954 - 1962 : guerre d'Algérie. Les Juifs, dans leur grande majorité restent plus ou moins neutres. Mais devant l'inexorable avancée vers l'indépendance, un grand nombre rallie l'O.A.S. Quelques rares autres se sont rangés aux côtés du F.L.N. Le 5 juillet 1962, jour de l'indépendance, le peuple algérien sortit dans la rue ou hommes, femmes, et enfants crièrent leur joie. Au bas de la rue de la Révolution, à 11h15 du matin des coups de feu éclatent. C'est la panique générale et on ne sait pas qui tire sur qui. L'héritage sanglant de sept ans de guerre et la haine cultivée par les massacres de l'O.A.S ont généré chez certains des réflexes de vengeance sans discernement envers tous les Européens rencontrés en cet après-midi fou. Il y a eu de nombreuses victimes et parmi celles-ci dix Juifs d'Oran[réf. nécessaire].
1963 : il y a des juifs qui ont quitté Oran pour rejoindre soit la France, soit Israël quelques années plus tard[réf. nécessaire].
1975 : Faute de fidèles en nombre insuffisant, en présence des hautes autorités religieuses du pays, la grande synagogue d'Oran devient la mosquée Abdellah Ben Salem, du nom d'un riche Juif médinois converti à l'Islam. Son premier Imam fut Cheikh Zoubir Abdelkader, qui a officié pendant 17 ans avec une grande ferveur et un profond prosélytisme religieux. On y installa aussi la direction des Affaires Religieuses de la wilaya d'Oran (elle déménagera vers des locaux plus spacieux au boulevard du Front de mer en 1992). Ainsi les dix siècles de présence juive ne s'inscrivent-ils plus à Oran que par ce bâtiment et les tombes des cimetières[réf. nécessaire].
1994: René Bouhana un israélite de nationalité algérienne est assassiné par les groupes islamistes à Oran.
2010 : Décès de Mr. Chetrit Messaoud Prosper, gardien du cimetière israélite et dernier membre de la communauté résidant encore dans la ville d'Oran.